# Niviventer bukit
Niviventer bukit és una espècie de mamífer rosegador de la família dels múrids. Viu a Cambodja, Laos, Tailàndia i el Vietnam. Es tracta d'un animal omnívor. Pesa uns 75 g. El seu hàbitat natural són els boscos primaris o secundaris. Anteriorment era considerada una subespècie de N. fulvescens, de la qual fou separada basant-se en anàlisis morfològiques i genètiques.